# Onchocercidae
Oncocercidele (Onchocercidae) este o familie de nematode parazite a vertebratelor, inclusiv a omlui, din suprafamilia Filarioidea. Denumirea de Onchocercidae derivă de la capătul posterior curbat al acestui vierme (din greaca veche ogkos „cârlig încovoiat” și kerkos „coadă”).

## Trăsături morfologice distinctive ale parafilariilor
Oncocercidele este o familie de nematode din suprafamilia filarioide (Filarioidea), cu următoarele caracteristici:
- viermii adulți sunt foarte subțiri, filiformi (filamentoși) și au o lungime de la câțiva centimetri până la câteva zeci de centimetri;

- extremitatea anterioară a lor este ușor dilatată și lipsită de formațiuni chitinoase peribucale;

- vulva este situată anterior și se deschide în spatele inelului nervos. Onchocercidele diferă de familia înrudită, Filariidae, prin faptul că vulva este situată în spatele inelului nervos.

- Spicule (organele copulatoare⁠(d) ale masculilor) sunt subegale (inegale) sau destul de diferite ca mărime, rareori egale, întotdeauna diferite ca formă.

- Esofagul este divizat sau nedivizat.

- Femelele sunt ovovivipare. Oul depus are coaja subțire și conține o larvă în stadiul 1 (L1), numită microfilarie, care se găsește în sânge, limfă, pielea gazde (în țesutul conjunctiv) și în cavitățile corpului . Microfilaria este învelită sau goală (neînvelită),

- Onchocercidele parazitează țesuturile vertebratelor (amfibienilor, reptilelor, păsărilor și mamiferelor), inclusiv omul, și sunt transmise de artropode hematofage care servesc drept gazde intermediare (vectori⁠(d)).

## Sistematica

### Clasificarea după M. Hodda (2022)
M. Hodda în 2022 a propus următoarea clasificare a familiei Onchocercidae: Familia Onchocercidae Leiper, 1911 (Chabaud & Anderson, 1959) include 5 subfamilii, 91 genuri și 737 specii. În alte clasificări familia Onchocercidae include 8 subfamilii (Oswaldofilariinae, Icosiellinae, Onchoccrcinae, Splendidofilariinae, Lemdaninae, Setariinae, Dirofilariinae, Waltonellinae). 
- Subfamilia Lemdaninae Seurat, 1917 (6 genuri, 42 specii)
  - Tribul Lemdanini Seurat, 1917 
    - Subtribul Lemdaninii Seurat, 1917 
      - Genul Aproctiana Skryabin, 1934 (4 specii)
      - Genul Chiropterofilaria Yeh Symes & Mataika, 1958 (1 specie)
      - Genul Eufilaria Seurat, 1921 (17 specii)
      - Genul Lemdana Seurat, 1917 (12 specii)
      - Genul Sarconema Wehr, 1939 (5 specii)
      - Genul Saurositus Macfie, 1924 (3 specii)
- Subfamilia Oswaldofilariinae Chabaud & Chocquet, 1953 (12 genuri, 72 specii),
  - Tribul Oswaldofilariini Chabaud & Chocquet, 1953 
    - Subtribul Oswaldofilariinii Chabaud & Chocquet, 1953 
      - Genul Befilaria Chabaud, Anderson & Brygoo, 1959 (2 specii)
      - Genul Conispiculum Pandit, Pandit & Iyer, 1929 (3 specii)
      - Genul Gonofilaria Mullin, 1973 (1 specie)
      - Genul Oswaldofilaria Travassos, 1933 (11 specii)
      - Genul Piratuba Freitas & Lent, 1941 (6 specii)
      - Genul Piratuboides Bain & Sulahian, 1974 (3 specii)
      - Genul Solafilaria Chabaud, Anderson & Brygoo, 1959 (5 specii)

  - Tribul Icosiellini Anderson, 1958 - În alte clasificări descris ca o subfamilie aparte – subfamilia Icosiellinae[5][7]
    - Subtribul Icosiellinii Anderson, 1958 
      - Genul Icosiella Seurat, 1917 (7 specii)

  - Tribul Waltonellini Bain & Prod’hon, 1974 - În alte clasificări descris ca o subfamilie aparte – subfamilia Waltonellinae[5][7]
    - Subtribul Waltonellinii Bain & Prod’hon, 1974 
      - Genul Foleyellides Caballero, 1935 (16 specii)
      - Genul Madochotera Bain & Brunhes, 1968 (1 specie)
      - Genul Ochoterenella Caballero, 1944 (16 specii)
      - Genul Paramadochotera Esslinger, 1986 (1 specie)
- Subfamilia Onchocercinae Lieper, 1911 (44 genuri, 306 specii). În alte clasificări include și tribul Wuchererini, din subfamilia Splendidofilariinae
  - Tribul Dirofilariini Sandground, 1921
    - Subtribul Dirofilariinii Sandground, 1921 - În alte clasificări descris ca o subfamilie aparte - subfamilia Dirofilariinae[5][7]
      - Genul Bostrichodera Sandground, 1938 (1 specie)
      - Genul Dirofilaria Railliet & Henry, 1910 (47 specii)
      - Genul Dirofilariaeformia Lubimov, 1935 (1 specie)
      - Genul Edesonfilaria Yeh, 1960 (2 specii)
      - Genul Macacanema Schad & Anderson, 1963 (1 specie)
      - Genul Skrjabinodera Gnedina & Vsevolodov, 1947 (3 specii)
      - Genul Tawila Khalil, 1932 (14 specii)

  - Tribul Onchocercini Leiper, 1911 
    - Subtribul Onchocercinii Leiper, 1911 
      - Genul Loxodontofilaria Berghe & Gillain, 1939 (13 specii)
      - Genul Onchocerca Diesing in Hermann, 1841 (37 specii)

  - Tribul Dipetalonematini Wehr, 1935
    - Subtribul Dipetalonematinii Wehr, 1935 
      - Genul Dipetalonema Diesing, 1861 (38 specii)

    - Subtribul Acanthochielonemini Faust, 1939
      - Genul Acanthocheilonema Cobbold, 1870 (12 specii)
      - Genul Ackertia Vaz, 1934 (4 specii)
      - Genul Agamofilaria Stiles, 1907 (2 specii)
      - Genul Andersonfilaria Bartlett & Bain, 1987 (2 specii)
      - Genul Bisbalia Bain & Guerrero, 2003 (1 specie)
      - Genul Cercopithifilaria Eberhard, 1980 (25 specii)
      - Genul Chabfilaria Bain, Dedet & Purnom, 1983 (2 specii)
      - Genul Cherylia Bain, Petit, Jacquet, Viallet & Houin, 1985 (1 specie)
      - Genul Courduriella Chabaud, Brygoo & Petter, 1961 (1 specie)
      - Genul Cruorifilaria Eberhard, Morales & Orihel, 1976 (1 specie)
      - Genul Cystofilaria Skryabin & Schikhobalova, 1948 (1 specie)
      - Genul Dessetfilaria Bartlett & Bain, 1987 (2 specii)
      - Genul Elaeophora Railliet & Henry, 1912b (4 specii)
      - Genul Filarissima Chabaud, 1974 (1 specie)
      - Genul Fuscicorpa Wehr, 1936 (1 specie)
      - Genul Josefilaria Moorhouse, Bain & Wolf, 1979 (1 specie)
      - Genul Litomosa Yorke & Maplestone, 1926 (17 specii)
      - Genul Litomosoides Chandler, 1931 (40 specii)
      - Genul Loaina Eberhard & Orihel, 1984 (2 specii)
      - Genul Macdonaldius Khanna, 1933 (4 specii)
      - Genul Microfilaria Cobbold, 1882 (6 specii)
      - Genul Migonella Lent, Freitas & Proenca, 1946 (1 specie)
      - Genul Molossinema Georgi, Georgi, Jiang & Frongillo, 1987 (1 specie)
      - Genul Monanema Anteson, 1968 (4 specii)
      - Genul Paraochoterenella Purnomo & Bangs, 1999 (1 specie)
      - Genul Paraprocta Maplestone, 1931 (1 specie)
      - Genul Paulianfilaria Chabaud, Petter & Golvan, 1961 (1 specie)
      - Genul Pseudolitomosa Yamaguti, 1941 (1 specie)
      - Genul Rumenfilaria Lankester & Snider, 1982 (1 specie)
      - Genul Serofilaria Wu & Yun in Wu, Yun, Jia, Xu & Xiao-Nin, 1979 (1 specie)
      - Genul Skrjabinofilaria Travassos, 1925 (3 specii)
      - Genul Sprattianema Hodda, 2022 (2 specii)
      - Genul Strianema Eberhard Orihel & Campo-Aasen, 1993 (1 specie)
      - Genul Yatesia Bain Baker & Chabaud, 1982 (1 specie)
- Subfamilia Setariinae Yorke & Maplestone, 1926 (2 genuri, 49 specii)
  - Tribul Setariini Yorke & Maplestone, 1926 
    - Subtribul Setariinii Yorke & Maplestone, 1926 
      - Genul Papillosetaria Vevers, 1922 (3 specii)
      - Genul Setaria Viborg, 1795 (46 specii)
- Subfamilia Splendidofilariinae Chabaud & Choquet, 1953 (27 genuri, 268 specii)
  - Tribul Loaini Hodda, 2022
    - Subtribul Loainii Hodda, 2022
      - Genul Foleyella Seurat, 1917 (10 specii)
      - Genul Loa Stiles, 1905 (4 specii)
      - Genul Pelecitus Railliet & Henry, 1910 (34 specii)

  - Tribul Splendidofilariini Chabaud & Chocquet, 1953 
    - Subtribul Breinliini Hodda, 2022
      - Genul Breinlia Yorke & Maplestone, 1926 (22 specii)
      - Genul Mansonella Faust, 1929 (29 specii)
      - Genul Sandnema Chabaud & Bain, 1976 (21 specii)

    - Subtribul Splendidofilariinii Chabaud & Chocquet, 1953 
      - Genul Aproctella Cram, 1931 (13 specii)
      - Genul Aproctoides Chandler, 1929 (3 specii)
      - Genul Avifilaris Chapman Saunders, 1955 (2 specii)
      - Genul Cardianema Alicata, 1933 (1 specie)
      - Genul Cardiofilaria Strom, 1937 (9 specii)
      - Genul Chandlerella Yorke & Maplestone, 1926 (25 specii)
      - Genul Dunnifilaria Mullin & Balasingham, 1973 (3 specii)
      - Genul Madathamugadia Chabaud, Anderson & Brygoo, 1959 (7 specii)
      - Genul Meningonema Orihel & Esslinger, 1973 (1 specie)
      - Genul Micipsella Seurat, 1921 (2 specii)
      - Genul Onchocercella Yorke & Maplestone, 1931 (1 specie)
      - Genul Paronchocerca Peters, 1936 (12 specii)
      - Genul Protofilaria Chandler, 1929 (1 specie)
      - Genul Pseudlemdana Sonin & Shumilo, 1964 (1 specie)
      - Genul Pseudothamugadia Lopez-Neyra, 1956 (1 specie)
      - Genul Splendidofilaria Skryabin, 1923 (19 specii)
      - Genul Striatofilaria Lubimov, 1927 (2 specii)
      - Genul Thamugadia Seurat, 1917 (6 specii)

  - Tribul Wuchererini Hodda, 2022. În alte clasificări este inclus în subfamilia Onchocercinae
    - Subtribul Wuchererinii Hodda, 2022
      - Genul Brugia Buckley, 1960 (10 specii)
      - Genul Malayfilaria Uni, Mat Udin & Takaoka, 2017 (1 specie)
      - Genul Wuchereria Silva-Araujo, 1877 (28 specii)